# Marea Adunare
Marea Adunare sau Knesset Hagdolá
(în ebraică:כְּנֶסֶת הַגְּדוֹלָה), cunoscută uneori și ca Marea Sinagogă) a fost,după tradiția iudaică, o instituție iudaică supremă, reprezentată de o adunare de circa 120 învătați, scribi și proroci, care s-a întrunit după reconstrucția Templului din Ierusalim - în perioada timpurie a celui de-al Doilea Templu (circa 516 î.e.n.) până la începutul epocii elenistice (care a început în sud-vestul Asiei odată cu cuceririle lui Alexandru cel Mare în 332 î.e.n., corespunzând, în mare, cu dominația Ahemenizilor în Israelul sau Palestina antică.
Între Membrii Adunării, cunoscuți ca Anshei Knèsset Hagdolá (אַנְשֵׁי כְּנֶסֶת הַגְּדוֹלָה‎ - Oamenii Mării Adunări) s-au numărat, după tradiție, personalități precum as Hagai, Zaharia, Maleahi (Malahi), Ezra, Neemia (Nehemia), Daniel, Hanania, Mishael, Azaria, Mardoheu (Mordechai) și Zorobabel (Zerubavel) 
Între evenimentele produse în iudaism cu participarea invățaților din această perioadă, inclusiv oamenii Marii Adunări, se numără fixarea canonului Bibliei ebraice - inclusiv redactarea Cărților Ezechiel,Daniel,a Esterei și ale celor 12 Profeți Minori , introducerea sărbătorii Purim, a multor rugăciuni și ritualuri, inclusiv rugăciunea Amidá.
În afara tradiției din punct de vedere istoric nu se știe nimic despre această institutie, nici în ce mod s-a constituit, și nici din perspectivă cronologică.

## Membrii Marii Adunări, după tradiția iudaică
Knesset Hagdola era o școală
înaltă (beit midrash elion) pentru studiul textelor sfinte.Membrii ei sunt menționați la începutul tratatului Pirkei Avot ca o verigă în lanțul transmiterii Legii de la Primirea ei pe Muntele Sinai și până la terminarea redactării Mișnei.
„Moshe a primit Tora de la Sinai și a predat-o lui Yehoshua; Yehoshua a predat-o bătrânilor; bătrânii au predat-o profeților; și profeții au predat-o oamenilor Marii Adunări”
Oamenii Marii Adunari aveau o funcție judiciară, deși, după Halaha, institutia judiciare supremă, Sinedriul (Sanhedrin) avea numai 71 membri, s-a spus ca Marea Adunare avea 120.
Majoritatea cercetătorilor (de pildă, Yosef Klausner și Efraim Orbach au deosebit din punct de vedere cronologic perioada în care a funcționat Marea Adunare de perioadă, mai târzie, în care a funcționat Sinedriul.
În Cartea lui Ezra din Biblie, se amintește că Ezra s-a folosit de autoritatea judiciară a Sfatului Bătrânilor (Atzat Hazkenim) pentru a-i obliga pe ce întorși în Sion să-i asculte poruncile.
În tratatul Avot apar trei adagii ale oamenilor Marii Adunari, care precizează trei funcții ale Marii Adunări:
„Fiți prudenți în judecată, să aveți mulți elevi, și să puneți un gard de apărare în jurul Legii”
(Avot 1, Mishna 1)
După tradiție, redactarea Bibliei ebraice și formularea cărților din cuprinsul ei, s-a încheiat în perioada Marii Adunări, când au încetat și profețiile.
Aceasta este explicația, după tradiție, pentru absența din Tanakh a Cărților Macabeilor, răscoala acestora izbucnind  cel puțin la câteva generații după moartea ultimului membru al Marii Adunări, Shimon cel drept (Shimon Hatzadik).
În schimb cercetarea biblistică apreciază că redactarea finală a Bibliei ebraice a avut loc in timpul Academiei din Yavne. 

### Numărul membrilor
Dupa Talmudul babilonean, Tratatul Meghila (17,2) Marea Adunare cuprindea de la întemeiere 120 învățați ai Israelului (hahmei Israel). Astfel se înțelege și din Talmudul palestinian (ierusalimic), Tratatul Brahot.(«120 bătrâni din care optzeci și ceva profeți») (Talmudul Ierusalimic, Brahot, 2,4).
In schimb tot in Talmudul ierusalimic, in tratatul Meghila se vorbește de 85 bătrâni, din care treizeci și ceva profeți (Meghila, 1.5)
Numărul 85 menționat în Talmudul ierusalimic ar putea să provină de la numărul semnatarilor conventiei lui Neemia care era 83.
Numărul 120 apare în cărțile Ezra și Neemia.
Maimonide (Rambam) numea Marea Adunare "Tribunalul lui Ezra" , care conținea pe cei 83 semnatari ai Conventiei lui Neemia, plus Hagai, Zaharia, Maleahi, Daniel, Hanania, Mishael, Azaria, Neemia, Mardoheu, Zorobabel, și Shimon Hatzadik, și „încă mulți alți întelepți”, „în total o sută și douăzeci”.  
Rabinul Yoel Ben Nun a găsit în Cărțile Ezra și Neemia trei mențiuni ale numarului 120 și crede că acesta era numărul permanent al membrilor. 
Cei 120 de întorși în Sion cu Zorobabel, ar fi cuprins 113 persoane menționate în povestirea despre repudierea femeilor străine, unde numărul celor care au păcătuit era 117, iar cei ce i-au judecat erau 7,deci,în total 120. 
apoi în a doua numărătoare a celor întorși (olim) cu Zorobabel (Neemia 11-12) au fost găsiți 120. 
Unii presupun că a existat de la început un consensus asupra numărului de 120 membri. Cu moartea unora dintre ei, numărul membrilor Marii Adunări a scăzut, ajungând la 70 sau 71, care a fost, în cele din urmă, numărul membrilor în Sinedriu.
Din acel moment instituția ar fi funcționat ca „Marele Sinedriu” și in caz de deces al unuia din membri, era adus altul în locul său. După o altă ipoteză, numărul  
membrilor adunării a fost întotdeauna 70, conform cu exemple din Tora, unde Moise a numit bătrâni ca să-i fie de ajutor in conducerea poporului, iar numărul acestora era 70, după unele mențiuni din Biblie și din comentarii.   
După această ipoteză, Marea Adunare de 120 membri ar fi slujit drept conducere religioasă în timpul Întoarcerii din Babilon în Sion, și apoi, vreme de încă două sute de ani, iar 70 dintre ei ar fi reprezentat instituția rabinică numită Marele Sinedriu, ceilalți membri fiind învățați și profeți (ca Hagai,Zaharia si Maleahi) iar în fruntea acestei instituții stătea un mare preot (precum Ezra Scribul la începutul ei, și Shimon Hatzadik la sfârșitul ei)   
Shimon Hatzadik este pomenit în Mișna, în tratatul Avot, ca o verigă a tranzitiei de la Marea Adunare la epoca tanaimilor  (Avot 1, Mishna 2)
„Shimon Hatzadik a fost unul din cei rămași din Marea Adunare. El spunea:
Lumea se sprijină pe trei lucruri:Tora, muncă și filantropie (ghemilut hasadim)”

### Funcțiile Marii Adunări
Membrii Marii Adunări au legiferat regulamente (takanot) și ordonanțe (gzerot) care sunt denumite în iudaism, prin termenul aramaic derabanan (adică porunci prevăzute de învățați, rabini, spre deosebire de cele din Tora - numite în aramaică deoraita)
Ei au stabilit textul rugăciunilor (tefilot) si binecuvântărilor (brahot) si multe din regulamentele și ordonanțele lor sunt urmate până în ziua de astăzi.
Decizii însemnate ale lor cuprind:
- ceremonia proclamării Legii (Tora) de către Ezra (Cartea Neemia, cap.8 din Biblia ebraică)
- interzicerea căsătoriilor mixte (Cartea Ezra, cap.10 din Biblia ebraică)
- slobozirea țăranilor și anularea de datorii

(Cartea Neemia, cap.5 din Biblia ebraică)
- acordarea de puteri lui Yosef din Casa lui Tuvia (Yosef ben Matityahu - Antichități iudaice 12,4,2)
- Redactarea legislației de bază a Regatului Hasmoneilor (Cartea Macabeilor I, cap 14)
- Numirea comandanților din diversele districte în timpul Marii Revolte antiromane (Yosef ben Matityahu - Războiul iudeilor, 2,10,3)
- În Talmudul babilonian (Bava Batra 15,1) se menționează că oamenii Marii Adunari au editat profețiile lui Ezechiel, ale celor douăsprezece profeți minori,ale lui Daniel, precum și Cartea Esterei.

### Mențiuni în Biblia ebraică
În cărțile Ezra și Neemia, în afară de 83 învățați ai Convenției lui Neemia există descrieri ale unui sfat de căpetenii (sarim) și bătrâni (zkenim)care funcționa pe lângă Ezra și Neemia.
- „După isprăvirea acestora, au venit la mine căpeteniile și au zis: "Poporul lui Israel și preoții și leviții nu s-au deosebit de popoarele cele de alt neam și de urâciunile lor, adică de Canaanei, Hetei, Ferezei, Iebusei, Amoniți, Moabiți, Egipteni și Amorei” (Ezra 9,1)

- „Și cel ce nu va veni până în trei zile, pe averea aceluia, după sfatul căpeteniilor și al bătrânilor, se va pune blestem, iar el însuși va fi îndepărtat din obștea celor ce fuseseră în robie”

(Ezra 10,8)
- „Și am suit eu căpeteniile lui Iuda pe ziduri și am pus două coruri mari pentru cântarea de laudă; unul din ele s-a așezat în partea dreaptă a zidului, spre Poarta Gunoiului”

(Neemia 12,31)

### Marea Adunare prin prizma cercetătorilor
Puținele izvoare despre Marea Adunare și despre membrii ei și contradicțiile din izvoare au creat  confuzii în rândul cercetătorilor perioadei.
Din acest motiv au fost unii care au crezut că această instituție nu ar fi existat. Nu este clar dacă ea ar fi avut un caracter religios-literar sau unul politic
În general Marea Adunare este privită ca o adunare care se întrunea din când în când în curtea Templului din Ierusalim și dezbatea probleme de legislatie, probleme fundamentale ale poporului si decizii urgente pe ordinea zilei, asemanator cu adunările poporului din polisul elen.   
O altă opinie vede in Marea Adunare întruniri destinate citirii Torei, învățării ei, precum și redactării Convenției descrise în capitolele 8-10 ale cărtii Neemia. In fruntea ei statea la vremea sa Ezra (Ezdra) Scribul. După textele rabinice intre membrii ei figurau și ultimii profeți din Israel:Hagai,Zaharia și Maleahi, precum și Mardoheu (Mordechai) Evreul, cel cunoscut din Cartea Esterei. 
Alt punct de vedere menționează adunarea întrunită pentru încoronarea lui Simeon Hasmoneul și descrisă în Cartea Macabeilor I, drept întrunire a Marii Adunări (expresie grecească traducând expresia Knesset Hagdolá)  